# FECO
FECO son las siglas de la Federation of Cartoonists Organizations, una organización internacional que agrupa humoristas gráficos de todo el mundo. Fundado en 1985, cuenta con organizaciones en todos los países europeos y en gran parte de América.
Durante 1983, Peter Nieuwendijk, Presidente de la Asociación Holandesa de dibujantes, y Bob Vincke, Presidente de la Asociación Belga de dibujantes, se reunieron para discutir la posibilidad de formar una "Unión Europea de Caricaturistas". Ambos ya tenían experiencia en la organización de festivales de dibujos de humor. Más adelante se reunieron con representantes de entidades de Gran Bretaña, Macedonia y Croaci,a que con Holanda y Bélgica se convirtieron en los cinco miembros fundadores de FECO, cuyo significado original era Federation of Europe Cartoonist Organizations.
El caricaturista británico y ganador del premio internacional Roland Fiddy diseñó el logo FECO. Ronald Libin (Bélgica) llevó a cabo la edición y producción de FECONEWS, más tarde (a partir de no 16) tomado por Peter Nieuwendijk (editor en jefe de hoy) y llamada Revista FECONEWS. (Siendo una revista impresa con más de 32 páginas y una cubierta de color)
La sección española de FECO fue fundada en 1990, yo contó con la residencia de Juli Sanchis Aguado (Harca). En la actualidad el presidente es Enrique Pérez Penedo (Enrique).
En 2001 el Consejo de FECO (bajo la Presidencia británica de Roger Penwill cambió el significado de la abreviatura de la palabra FECO en Federation of Cartoonists Organizations para agrupar asociaciones de dibujantes de todo el mundo y se fue con los miembros de Australia, Japón, Egipto, Argentina, Israel, Taiwán, Corea e Irán.

Presidentes general
1985-1988 PETER Nieuwendijk (Holanda)
1988-1991 RONALD LIBIN (Bélgica)
1991-1994 LES LILLY (Gran Bretaña)
1994-1998 PETER Nieuwendijk (Holanda)
1998-2001 RONALD LIBIN (Bélgica)
2001-2005 ROGER Penwill (Gran Bretaña)
2005-2009 MARLENE POHLE (Alemania)
Vicepresidentes general:
2001- BOB VINCKE (Bélgica)
2005- ROGER Penwill (Gran Bretaña)
Secretario general
1992-1994 GRAHAM COOKE (Gran Bretaña)
1998- PETER NIEWENDIJK (Holanda)
Tesorero General
1985-2001 BOB VINCKE (Bélgica)
2001- GRAHAM Fowell (Gran Bretaña)
Sitio web oficial: http://www.fecocartoon.com
- Datos: Q21002080